# An-Nàssir Abd-Al·lah ibn Hàssan
An-Nàssir Abd-Al·lah ibn Hàssan fou imam zaidita del Iemen. El 1836 les tropes, malcontentes amb l'imam al-Mansur Ali ibn al-Mahdi Abd Allah, que tenia un comportament extravagant, va proclamar imam a al-Nasir Abd Allah, net d'al-Mutawakkil Ahmad i besnet d'al-Mahdi Abbas, i com ells fortament religiós. La seva preocupació principal fou l'observança estricta de la xaria que havia afluixat; va nomenar professors per restablir les normes. Va morir el 1840 quan feia un passeig pacífic pel uadi Dahr al nord-oest de Sanaa amb només 6 homes a la seva escorta, i fou atacat per un grup dels Banu Hamdan. El va succeir al-Hadi Muhammad ibn al-Mahdi Abd Allah, que era el germà del seu predecessor i al que havia tingut empresonat.